# Gschwendt (Gemeinde Zwettl-Niederösterreich)
Gschwendt ist ein Dorf im Waldviertel in Niederösterreich und eine  Ortschaft und Katastralgemeinde der Stadtgemeinde Zwettl-Niederösterreich im Bezirk Zwettl. Bis Ende 1969 war Gschwendt eine eigenständige Gemeinde.

## Geographie
Gschwendt liegt in einer Entfernung von etwa vier Kilometern südwestlich des Stadtzentrums von Zwettl an der Böhmerwald Straße (B 38). Am 1. Jänner 2025 hatte die Ortschaft 164 Einwohner auf einer Fläche von 5,57 km².
Der Ort ist durch Postbusse mit dem österreichischen Überlandbusnetz verbunden. Östlich der Ortschaft führt der Hundertwasserweg (benannt nach dem österreichischen Künstler Friedensreich Hundertwasser), ein beliebter Wanderweg, den Kamp entlang, an der Schwarzalm und der Gschwendtmühle vorbei, nach Zwettl.
Zum Katastralgebiet gehören auch die Gschwendtmühle, die Schwarzmühle und der Gasthof Schwarzalm.
Es grenzt im Nordwesten an die Katastralgemeinde Waldhams, nördlich an Moidrams, im Nordosten an Koppenzeil, östlich an Zwettl Stadt und Böhmhöf, im Südosten an Großweißenbach (Gemeinde Großgöttfritz), südwestlich an Uttissenbach und im Westen an Merzenstein.

## Geschichte
Gschwendt wurde um 1197 als Swente zum ersten Mal urkundlich erwähnt. Der Name bedeutet so viel wie „durch Schwenden (Abbrennen) gerodetes und urbar gemachtes Land“.
Als nach der Revolution von 1848/49 im Kaisertum Österreich das feudale Gesellschaftssystem aufgehoben wurde, konstituierte sich Gschwendt zusammen mit Moidrams und Syrafeld zu einer selbständigen Ortsgemeinde.
Laut Adressbuch von Österreich waren im Jahr 1938 in der Ortsgemeinde Gschwendt ein Mühlenbauer, ein Schneider, ein Schuster, zwei Viktualienhändler, ein Weinhändler und ein Landwirt mit Direktvertrieb ansässig.
Am 1. Jänner 1970 schloss sich die Ortsgemeinde Gschwendt der neu gebildeten Stadtgemeinde Zwettl-Niederösterreich an.

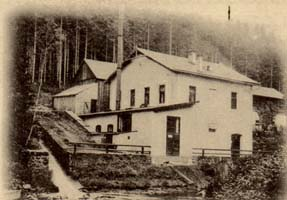
Die Elektrische Kraft- und Licht-Centrale der Zwettler Elektricitäts-Genossenschaft (ZEG) um 1900

## Das Zwettler E-Werk
Nahe der Gschwendtmühle im Kamptal wurde am 6. Jänner 1898 nach einer Bauzeit von etwa zehn Monaten das Elektrizitätswerk (elektrische Kraft- und Licht-Centrale) der Zwettler Elektricitäts-Genossenschaft (ZEG) mit einem Wechselstromgenerator in Betrieb genommen. Noch im selben Jahr wurde in Zwettl die elektrische Straßenbeleuchtung installiert. Im Jahr 1900 versorgte die ZEC von hier aus außer Zwettl auch noch mehrere umliegende Ortschaften durch Überlandleitungen mit elektrischer Energie versorgt. Das im Jahr 2010 neu errichtete Kleinwasserkraftwerk weist eine installierte Leistung von 211 kW auf und wird von der evn naturkraft betrieben.